# Lija Laizāne
Lija Laizāne, née le 6 juillet 1993 à Riga, est une coureuse cycliste lettonne. Elle a été à plusieurs reprises championne de son pays sur route et en contre-la-montre.

## Biographie
Lija Laizāne fait ses débuts dans les courses UCI en 2010, en participant aux championnats nationaux. Au cours de sa carrière, elle remporte le titre national à dix reprises, dont cinq titres consécutifs sur la course en ligne de 2015 à 2019 et cinq titres en contre-la-montre individuel. Elle a représenté la Lettonie à plusieurs reprises aux championnats internationaux, sans toutefois parvenir à se classer parmi les meilleurs.
De 2014 à 2023, Laizāne fait partie de plusieurs équipes cyclistes féminines italiennes et espagnoles, avec lesquelles elle a participé à des courses internationales. Elle décroche ses seuls top 10 en carrière en 2014, avec une troisième place au contre-la-montre individuel du Trophée d'or féminin et une neuvième place au Chrono des Nations.
Après la saison 2023, elle met fin à sa carrière cycliste à l'âge de 30 ans.

## Palmarès sur route
- 2010
  - 3e du championnat de Lettonie du contre-la-montre
- 2011
  -  Championne de Lettonie du contre-la-montre
- 2012
  - 2e du championnat de Lettonie du contre-la-montre
- 2014
  - 3e du championnat de Lettonie du contre-la-montre
- 2015
  -  Championne de Lettonie sur route
  -  Championne de Lettonie du contre-la-montre
- 2016
  -  Championne de Lettonie sur route
  -  Championne de Lettonie du contre-la-montre
- 2017
  -  Championne de Lettonie sur route
  -  Championne de Lettonie du contre-la-montre
- 2018
  -  Championne de Lettonie sur route
  -  Championne de Lettonie du contre-la-montre
- 2019
  -  Championne de Lettonie sur route
  - 2e du championnat de Lettonie du contre-la-montre
- 2021
  - 2e du championnat de Lettonie du contre-la-montre
  - 3e du championnat de Lettonie sur route
- 2022
  - 2e du championnat de Lettonie du contre-la-montre
  - 3e du championnat de Lettonie sur route
- 2023
  - 2e du championnat de Lettonie du contre-la-montre

### Classements UCI
| Année                                 | 2012 | 2013 | 2014 | 2015 | 2016 | 2017 | 2018 | 2019 | 2020 | 2021 | 2022 | 2023 |
| ------------------------------------- | ---- | ---- | ---- | ---- | ---- | ---- | ---- | ---- | ---- | ---- | ---- | ---- |
| Classement UCI                        | 436e | nc   | 189e | 231e | 244e | 219e | 302e | 316e | nc   | 217e | 283e | 605e |
|                                       |      |      |      |      |      |      |      |      |      |      |      |      |
| Légende : nc = non classéSource : UCI |      |      |      |      |      |      |      |      |      |      |      |      |